# Grupo Seiko
Grupo Seiko (セイコー・グループ Seikō Gurūpu?) es un grupo corporativo japonés que consta de tres empresas principales: Seiko Group Corp. (Seiko), Seiko Instruments Inc. (SII) and Seiko Epson Corp (Epson). Las tres empresas están unidas por un hilo en común: la tecnología relojera. Epson ha establecido su propia imagen de marca y rara vez utiliza 'Seiko'. El 26 de enero de 2009, Seiko Holdings y Seiko Instruments anunciaron que las dos empresas se fusionarán el 1 de octubre de 2009 mediante un canje de acciones. Seiko Instruments se convirtió en una subsidiaria de propiedad total de Seiko Holdings el 1 de octubre de 2009. El 10 de mayo de 2022, Seiko Holdings Corporation anunció que cambiaría el nombre de Seiko Group Corporation a partir del 1 de octubre de 2022.
Seiko Watch Corp., una subsidiaria de Seiko Holdings Corp., comercializa relojes SEIKO, mientras que Seiko Instruments Inc. y Seiko Epson Corp. fabrican sus movimientos.
Time Module (TMI), miembro del Grupo Seiko, se estableció en 1987 con financiación de Seiko Watch Company, Seiko Instruments Inc. y Seiko Epson Corp. para fabricar movimientos de relojes.
- Seiko Group Corporation (Seiko), con sede en Tokio
  - Seiko Watch Corporation (comercialización de relojes)
  - Seiko Clock Inc. (desarrollo, fabricación, venta y reparación de relojes)
  - Seiko Sports Life Co., Ltd. (palos de golf, cronómetros, etc.)
  - Seiko Time Systems Inc. (relojes de sistema, etc.)
  - Seiko Service Center Co., Ltd. (reparación y servicio posventa de relojes)
  - Seiko Business Services Inc. (asuntos generales y recursos humanos)
  - Seiko Precision Inc. (dispositivos electrónicos/micromecatrónicos, impresoras, equipos de información, relojes de sistema y equipos de producción, etc.)
  - Seiko NPC Corporation (semiconductores)
  - Seiko Jewelry Co., Ltd. (joyería)
  - Seiko Optical Products Co., Ltd. (anteojos, lentes y monturas)
  - Ohara Inc. (vidrio óptico especial; Seiko posee el 32,2% TYO: 5218   )
  - Wako Co., Ltd. (minorista especializado de lujo)
  - Cronos Inc. (minorista especializado de lujo)
  - etc.
- Seiko Instruments Inc. (SII), una subsidiaria de Seiko Group Corporation, con sede en Chiba
  - SII NanoTechnology Inc.
  - Morioka Seiko Instruments Inc.
  - SII Network Systems Inc.
  - SII Comunicaciones Móviles Inc.
  - SII Data Service Corp.
  - SII Printek Inc.
  - SII Microtechno Inc.
  - SII Micro Parts Ltd.
  - SII Micro Precisión Inc.
  - Servicios Epolead Inc.
  - Seiko I Infotech Inc.
  - Seiko I Techno Research Co., Ltd.
  - Seiko EG&G Co., Ltd.
  - Servicio de la ciudad Co., Ltd.
  - SII Crystal Technologies, Ltd.
  - etc.
- Seiko Epson Corporation (Epson), con sede en Suwa, Nagano
  - Ventas de Epson, Corporación de Japón
  - Corporación Miyazaki Epson
  - Corporación directa Epson
  - Corporación de servicios Epson
  - Corporación Epson Atmix
  - Laboratorio de desarrollo de software Epson Inc.
  - Corporación de semiconductores Yasu
  - Corporación de lentes de contacto Seiko Epson
  - Corporación del centro de servicio de lentes Seiko
  - Corporación de dispositivos de imágenes Epson
  - Vigilancia de Oriente
  - Reloj Trume
  - etc.